# Le Couronnement de la Vierge (Fra Angelico, Paris)
Pour les articles homonymes, voir Couronnement de la Vierge (homonymie).
Le Couronnement de la Vierge est une œuvre du peintre Fra Angelico peinte vers 1430 à Fiesole (Florence). 

## Description

### Panneau principal
Le tableau, peint sur un panneau de bois de peuplier d'un seul tenant, a une hauteur de 2,09 m et une largeur de 2,06 m. 
La scène illustre le thème du Couronnement de la Vierge, très commun au XIIIe siècle et diffusé par La Légende dorée de Jacques de Voragine. Marie est à genoux devant son Fils qui la couronne Reine des cieux. Neuf marches en marbre polychrome conduisent au trône, sur lequel siège le Christ, situé sous un ciborium. Autour d'eux, plusieurs figures sont regroupées. On y reconnaît Louis IX avec sa couronne fleurdelisée, Nicolas de Myre, la tête coiffée d'une mitre et recouvert d'une chape brodée, Marie Madeleine vêtue de rouge, les cheveux défaits et tenant un vase à parfum, Catherine d'Alexandrie avec la roue de son martyre et sainte Agnès serrant un agneau dans ses bras. Des musiciens et des apôtres et évangélistes, dont le nom est inscrit sur l'auréole, entourent également la scène.
La composition suit un plan pyramidal entre le trône céleste à la pointe et les saints agenouillés de chaque côté de la base. Un soin est apporté à la position des personnages pour qu'ils soient tous visibles. Le plancher pavé de tuiles est peint selon les règles de la perspective avec des lignes de fuite soulignées par le vase de Marie-Madeleine. Le même souci de perspective se retrouve dans les scènes de la prédelle.
Selon la description faite par Huysmans, les personnages sont les suivants :
«  À gauche, — au bas du trône, sous le dais de style gothique, prient agenouillés : l’évêque saint Nicolas de Myre, mitré et étreignant sa crosse à la hampe de laquelle pend, comme un drapeau replié, le manipule ; le roi saint Louis, à la couronne fleurdelysée ; les moines saint Antoine, saint Benoît, saint François, saint Thomas qui montre un livre ouvert sur lequel sont écrits les premiers versets du Te Deum ; saint Dominique un lys à la main, saint Augustin une plume ; puis, en remontant, les apôtres saint Marc, saint Jean, portant leurs évangiles ; saint Barthélemy exhibant le coutelas qui servit à l’écorcher ; saint Pierre, saint André, saint Jean-Baptiste ; puis, en remontant encore, le patriarche Moïse ; — enfin, la théorie pressée des Anges, se découpant sur l’azur du firmament, les têtes ceintes d’une auréole d’or.

À droite, — en bas, vue de dos, à côté d’un moine qui est peut-être saint Bernard,  Marie Madeleine à genoux près d’un vase de nard, dans une robe d’un rouge vermillon ; puis derrière elle, sainte Cécile, couronnée de roses ; sainte Claire ou sainte Catherine de Sienne, coiffée d’un béguin bleu semé d’étoiles ; sainte Catherine d’Alexandrie, appuyée sur la roue de son supplice ; sainte Agnès caressant un agneau couché dans ses bras ; sainte Ursule dardant une flèche, d’autres dont les noms sont inconnus ; toutes saintes, faisant vis-à-vis à l’Évêque, au roi, aux religieux, aux fondateurs d’ordres ; puis s’élevant le long des degrés du trône, saint Étienne avec la palme verte des martyrs ; saint Laurent avec son gril ; saint Georges couvert d’une cuirasse et coiffé d’un casque ; saint Pierre le Dominicain, reconnaissable à son crâne fendu ; puis, en s’exhaussant encore, saint Matthieu, saint Philippe, saint Jacques le Majeur, saint Jude, saint Paul, saint Matthias, le roi David ; — enfin, en face des Anges de gauche, un groupe d’Anges dont les faces, cernées de ronds d’or, s’enlèvent sur l’horizon d’un outremer pur.  »

Détails du panneau principal
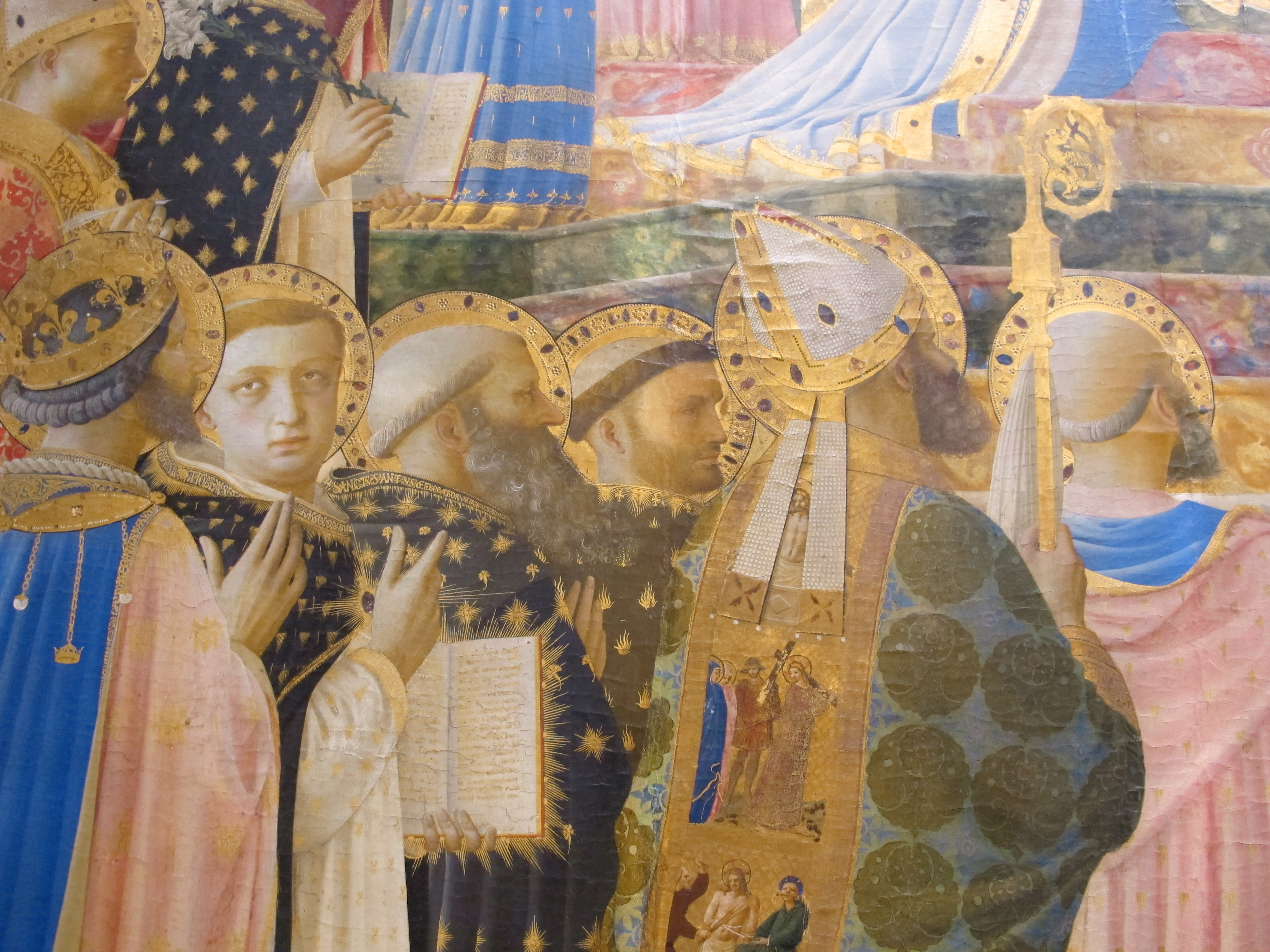
Les saints au premier plan
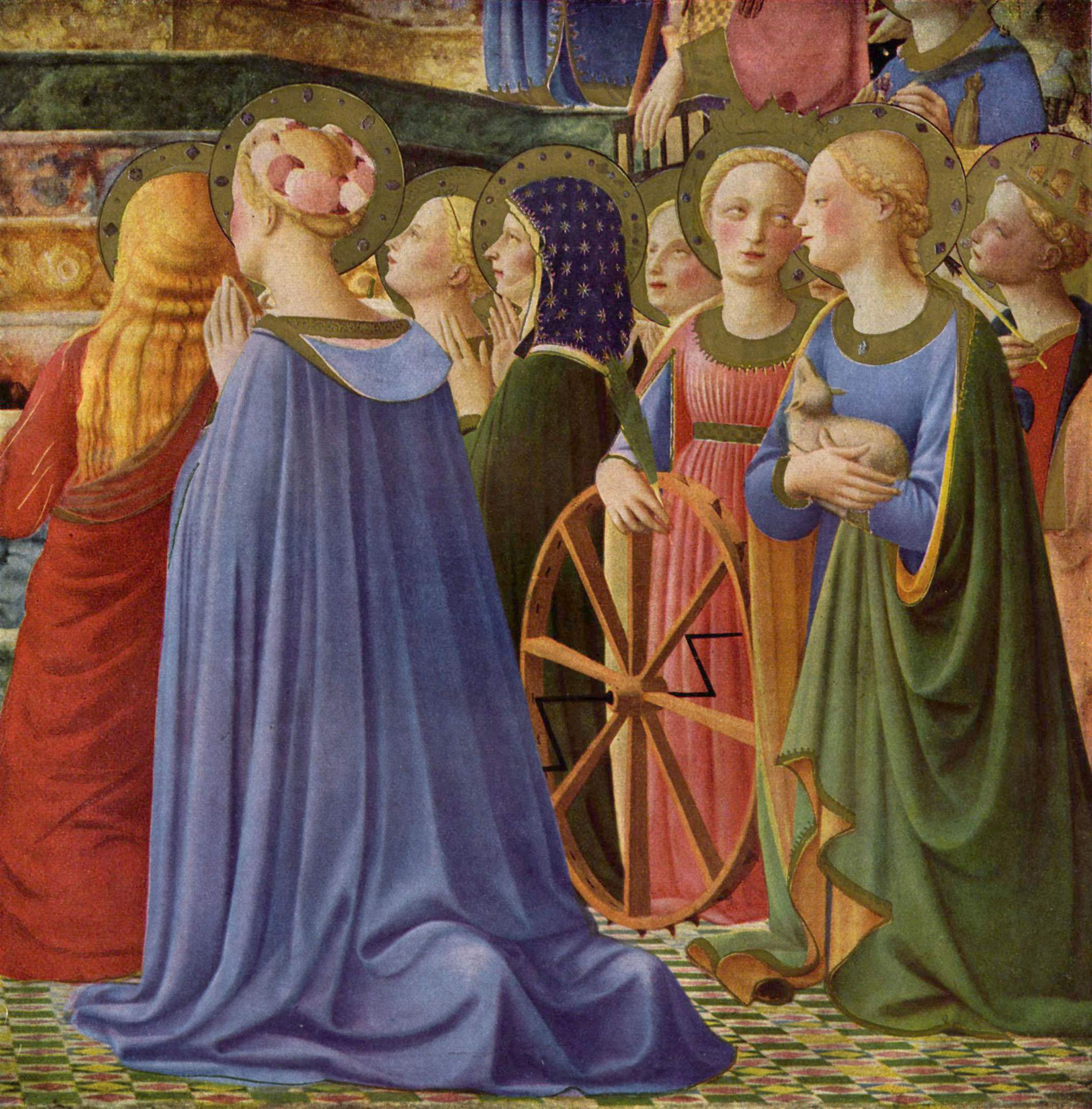
Les saintes au premier plan

### Prédelle
Sur la prédelle, de nombreux saints dominicains sont reconnaissables à leur robe blanche sous un manteau noir. On y voit donc saint Dominique, fondateur de l'ordre, mais également Pierre de Vérone et saint Thomas d'Aquin. 
Sept scènes illustrent ainsi la vie de saint Dominique : 
le rêve du pape Innocent III, l'apparition des apôtres Pierre et Paul à saint Dominique, la résurrection de Napoléon Orsini, le Christ ressuscité au tombeau, la dispute de saint Dominique et le miracle du livre, saint Dominique et ses compagnons nourris par des anges et la mort de saint Dominique.

La prédelle
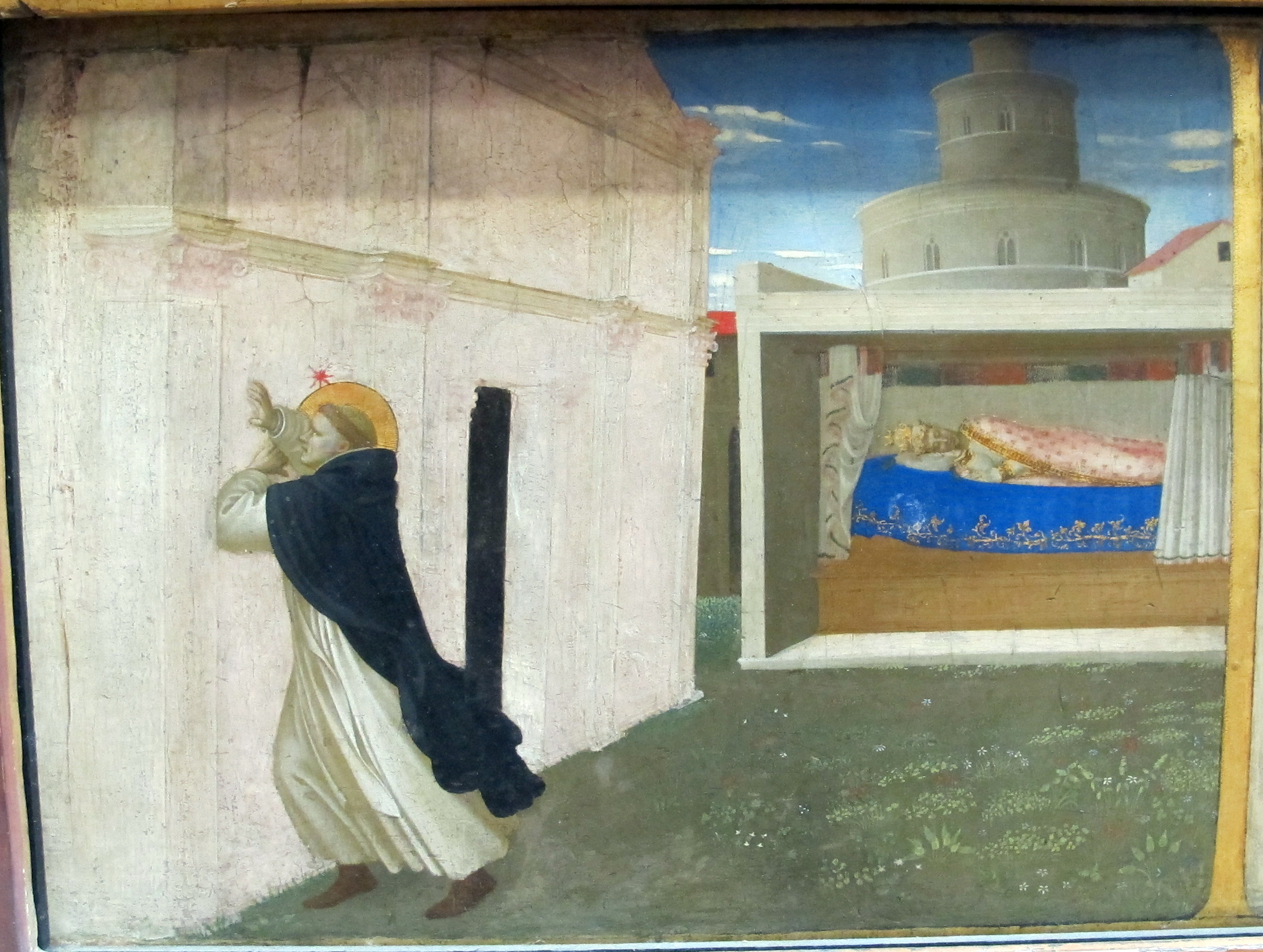
Le Rêve d'Innocent III.
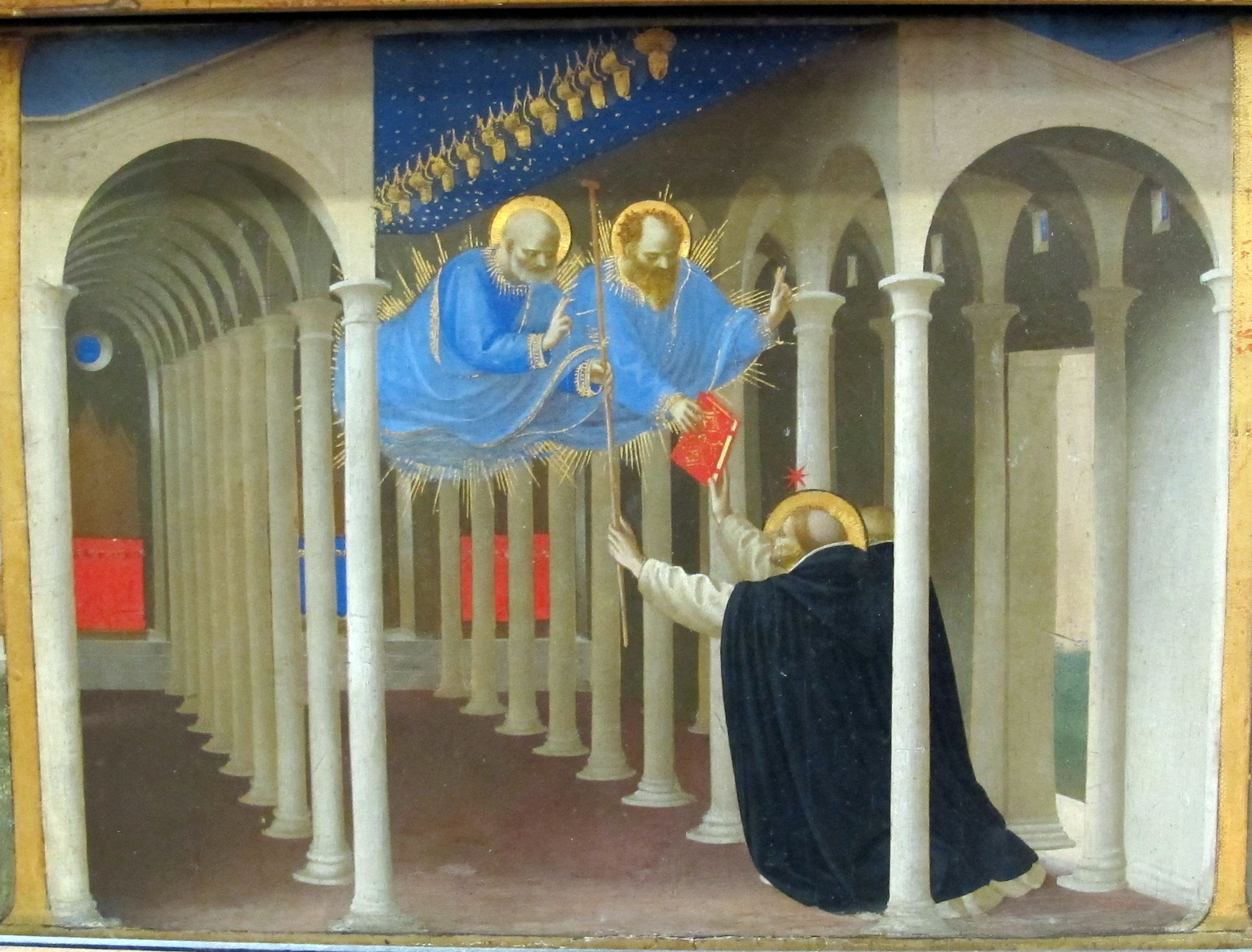
L'Apparition des apôtres Pierre et Paul.
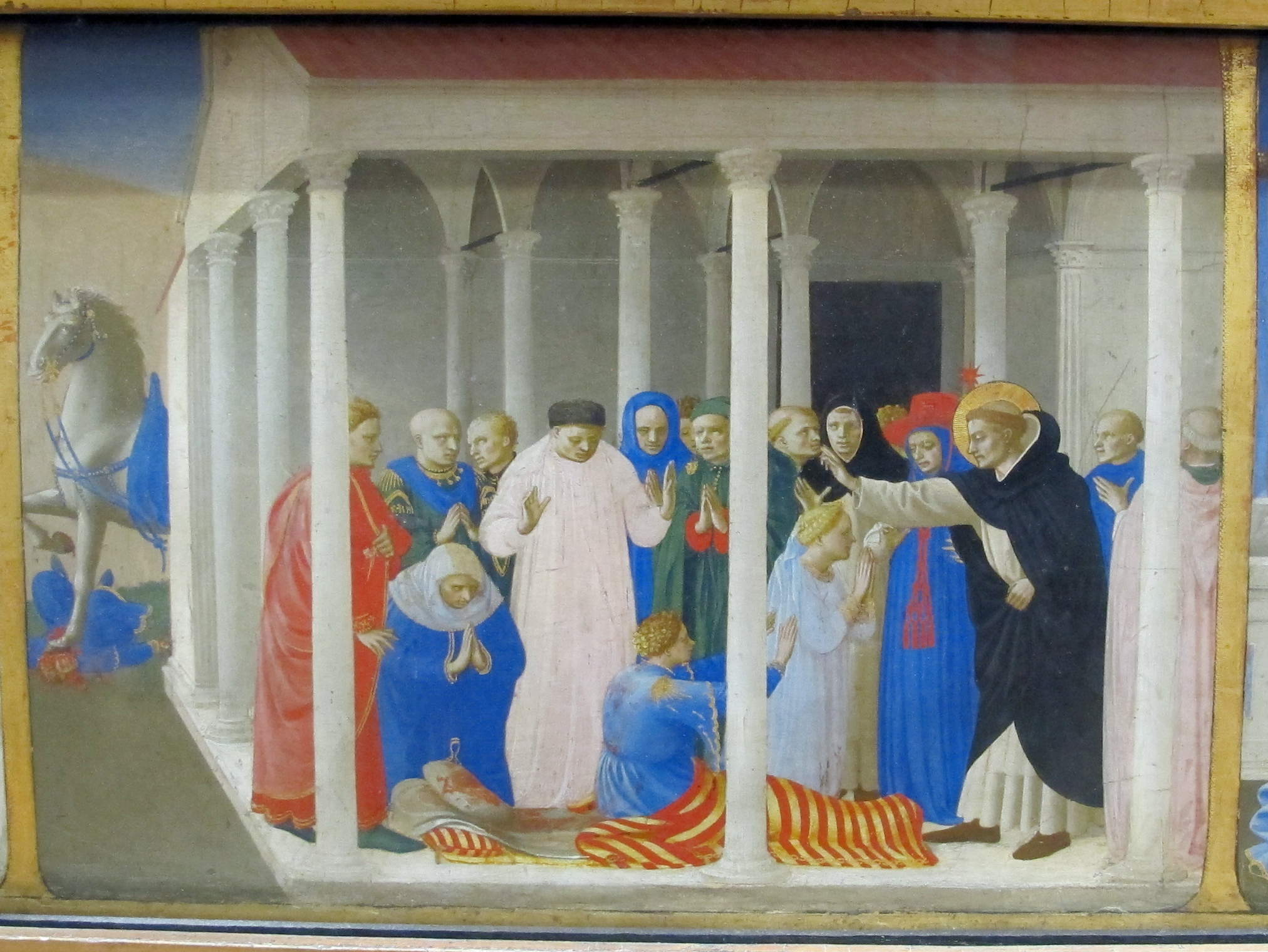
La Résurrection de Napoléon Orsini.
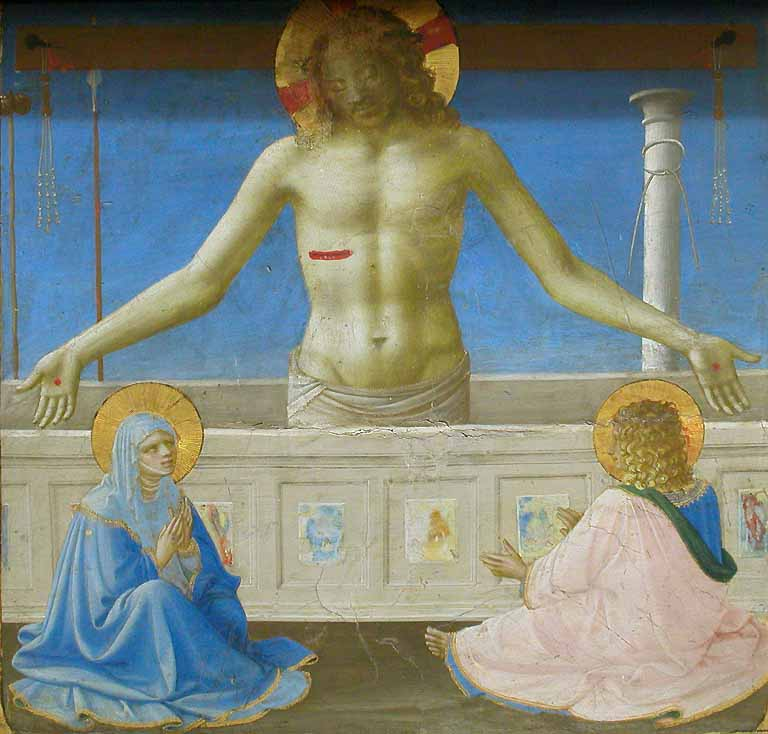
Le Christ ressuscité au tombeau.
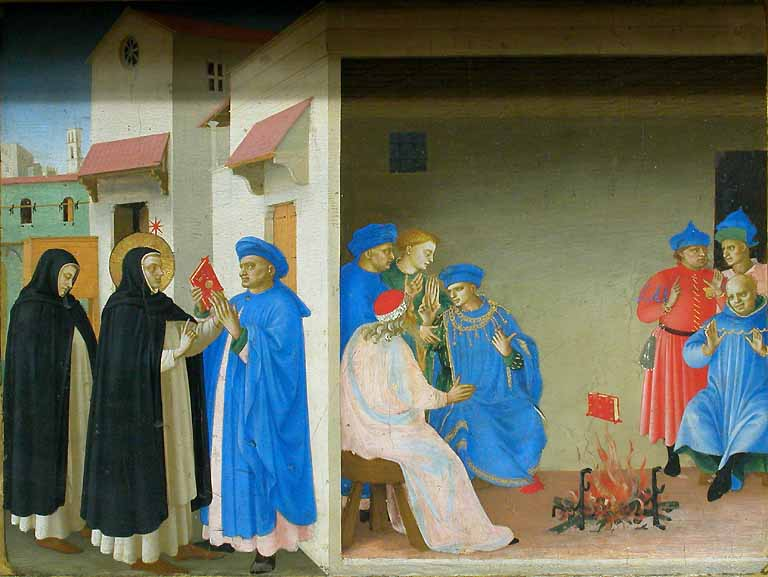
La Dispute de saint Dominique.
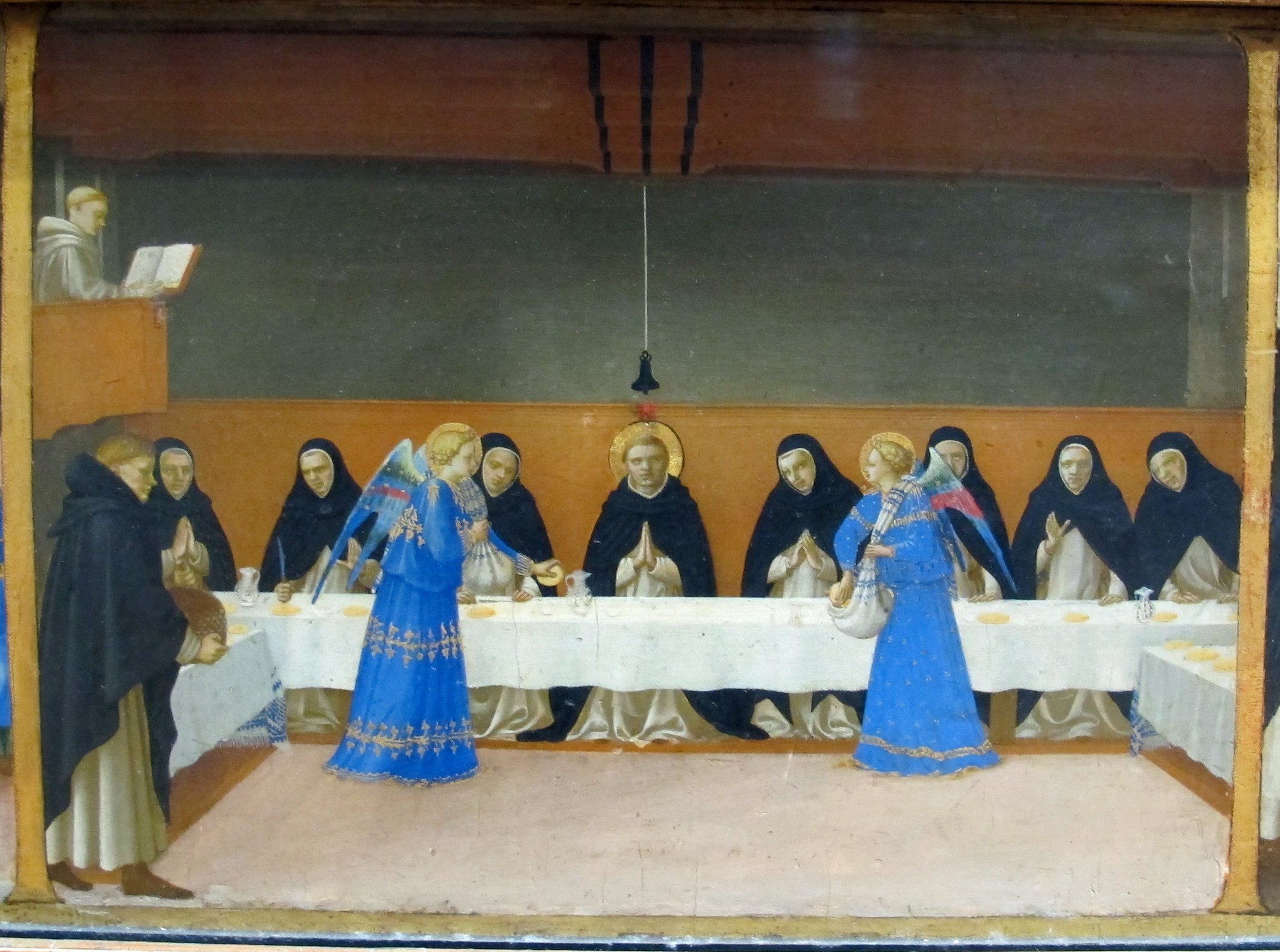
Saint Dominique et ses Compagnons nourris par des anges.
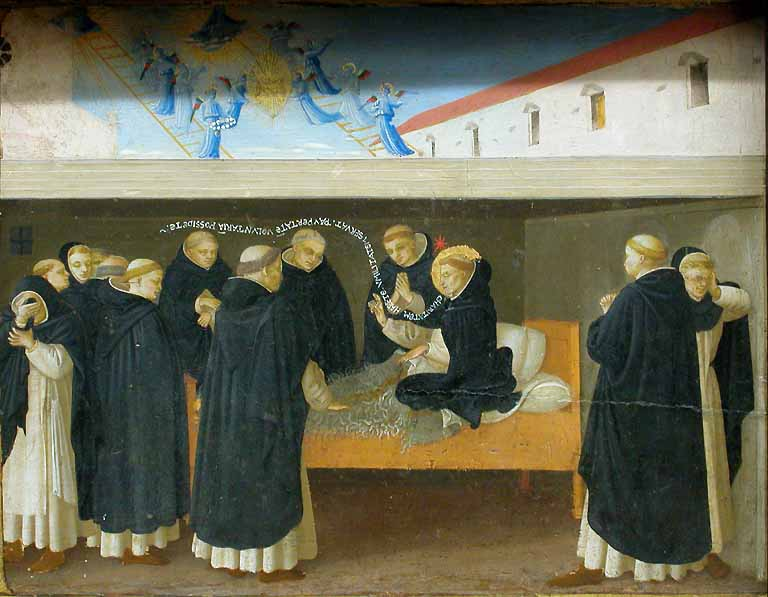
La Mort de saint Dominique.

## Historique
Le retable a peut-être été commandé pour un des autels du couvent San Domenico de Fiesole, près de Florence, où Fra Angelico s'est retiré vers 1420. Il aurait été financé par la famille des Gaddi. Il était en place avant 1435, date de la consécration de l'église. Vasari indique ainsi que « Fra Giovanni se surpassa lui-même, et déploya tout son talent dans un tableau placé à gauche de la porte de la même église et représentant la Vierge couronnée par Jésus-Christ, et environnée d’une foule innombrable d’anges, de saints et de saintes » ; il en tire même le surnom du peintre : « on croit voir l’œuvre, non d’un homme, mais d’un ange : aussi notre bon religieux fut-il toujours bien justement appelé Fra Giovanni Angelico ».
John Pope-Hennessy estime toutefois que le tableau est beaucoup plus tardif, le système de projection utilisé avec un point de vue très bas pour le plancher au premier plan n'étant apparu à Florence que dans les années 1440. Il rapproche également la représentation des anges de ceux peints par Fra Angelico sur la voûte de la chapelle San Brizio à Orvieto.
La forme particulière de la partie supérieure du tableau est d'origine. Il est possible toutefois qu'il manque certains éléments du retable.
L'atelier de Fra Angelico serait intervenu en particulier dans la partie droite du tableau (roue de sainte Catherine, tête inclinée au premier à droite, diacres dénués d'expression au sommet) ainsi que dans la prédelle.
L'œuvre et sa prédelle ont été prélevées par Denon à Florence en 1811 et sont entrées au Louvre en 1812,. Elles ne furent pas réclamées par les commissaires florentins en 1815. L'ensemble est actuellement exposé dans la salle 709, ou salle des Sept Mètres, du pavillon Denon.

## Analyse
L'étagement des plans, la perspective montante du pavement polychrome confirment la pleine adhésion de Fra Angelico aux innovations de la Renaissance.
La prédelle est parfois attribuée aux élèves de l'artiste.

## Autres représentations du thème
Fra Angelico a peint d'autres œuvres sur le même thème : un Couronnement de la Vierge appartenant à la Galerie des Offices à Florence et une fresque de la cellule 9 du couvent San Marco à Florence.
Dans le retable des Offices, le Christ et la Vierge, suspendus dans le ciel, reçoivent leur force de la série des saints qui diminuent progressivement jusqu'à atteindre les anges, mais leur taille est plus petite que celle des personnages situés au premier plan. Dans celui du Louvre, Fra Angelico place la scène dans un espace réel ; le point de vue abaissé, au niveau des saints agenouillés sur un sol plat, permet de mettre en valeur le Christ et la Vierge placés au sommet d'un escalier.

Autres représentations du thème par Fra Angelico.
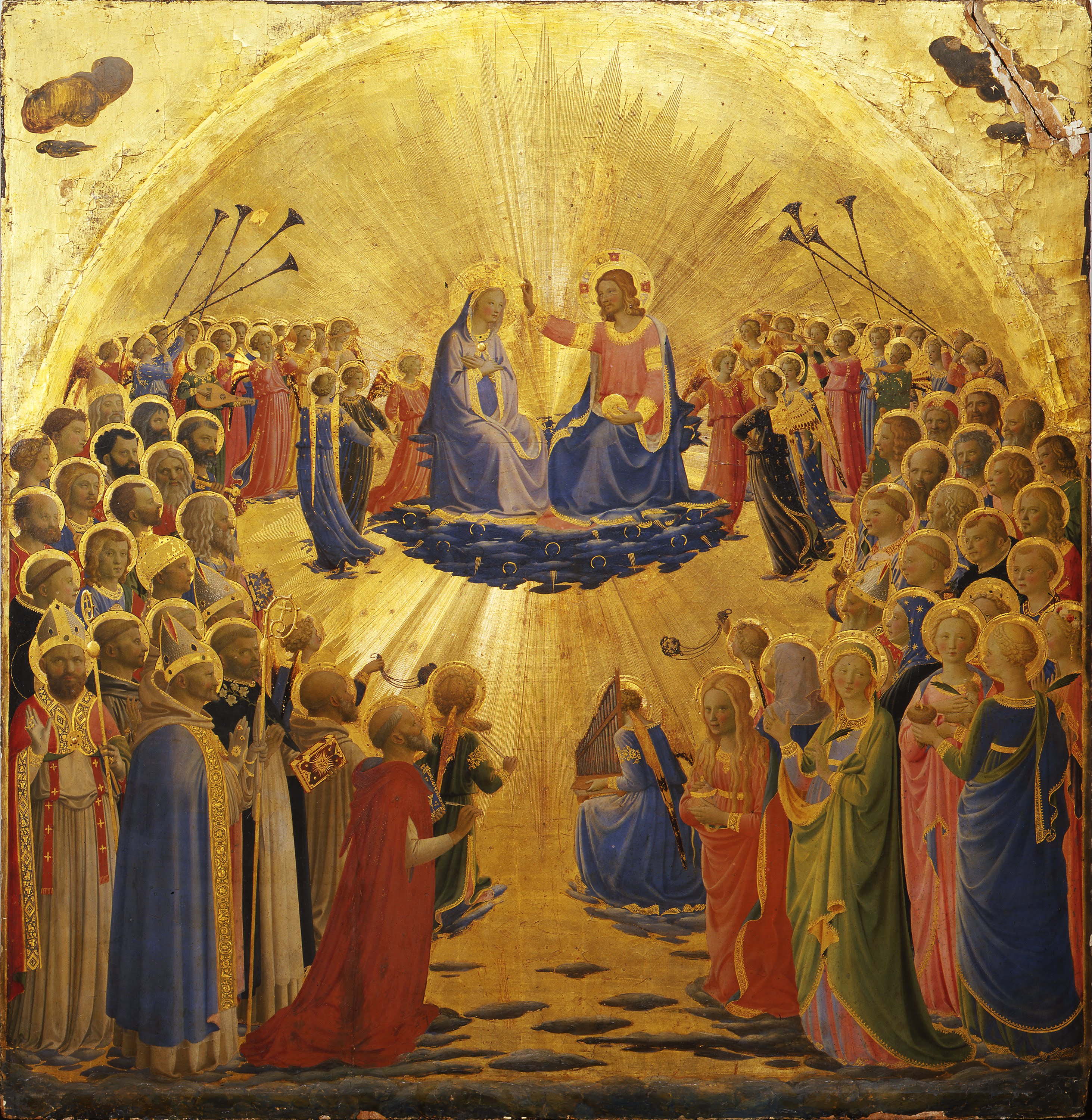
Galerie des Offices
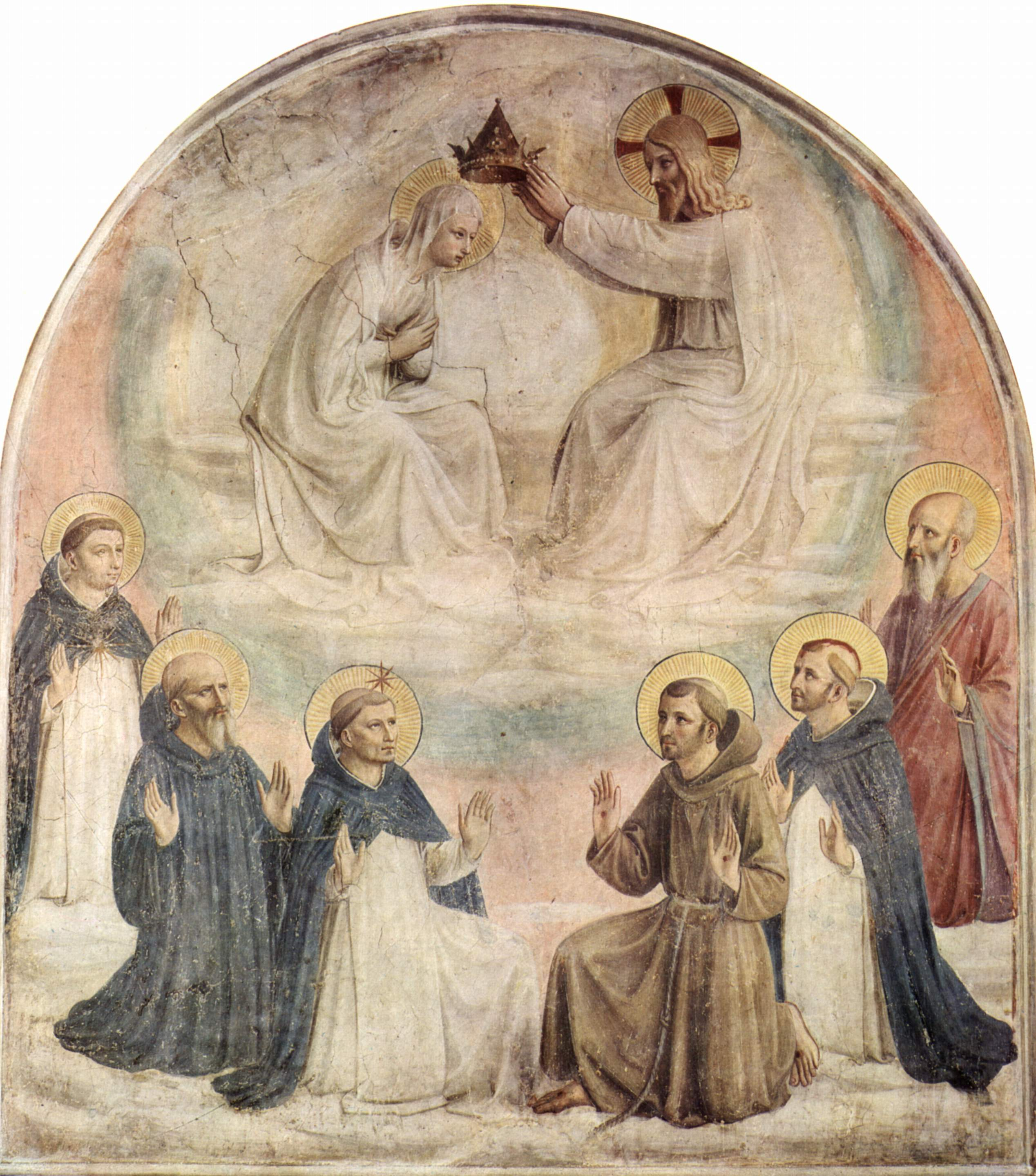
Cellule 9 du couvent San Marco

## Postérité
Le tableau fait partie du musée imaginaire de l'historien français Paul Veyne, qui le décrit dans son ouvrage justement intitulé Mon musée imaginaire.
Le tympan de la façade de l'église Notre-Dame de la Dalbade, à Toulouse, est parée d'une reproduction en céramique (1878).